# ألفرد دانيال
ألفرد دانيال (بالفرنسية: Alfred Daniel )‏ (و. 1844 – 1931 م) هو سياسي، من فرنسا، توفي في رين، عن عمر يناهز 87 عاماً.

## مناصب
تولى منصب mayor of Rennes (2 ديسمبر 1923–10 مايو 1925).